# Vinjete
Vinjete Ivana Cankarja iz leta 1899 zaključujejo prvo razvojno stopnjo pisateljeve pripovedne proze in predstavljajo ob zgodnjih motivih in temah izhodišče za njegovo nadaljnje širjenje in poglabljanje. Izšle so v založbi Lavoslava Schwentnerja in obsegajo 28 črtic oziroma kratkih novel.
Cankar je v Epilogu zavrnil realizem z naslednjim zapisom: Moje oči niso mrtev aparat; moje oči so pokoren organ moje duše, – moje duše in njene lepote, njenega sočutja, njene ljubezni in njenega sovraštva ...

## Seznam vinjet
- Tisti lepi večeri
- O človeku, ki je izgubil prepričanje
- "Mož pri oknu"
- Gospod davkar se je zamislil
- Na večer
- Marta in Magdalena
- Pismo
- Poglavje o bradavici
- Nina
- A jaz pojdem
- Glad
- Mrtvi nočejo
- Čudna povest
- Brez prestanka
- Matilda
- O čebelnjaku
- Ada
- Literarno izobraženi ljudje
- Ena sama noč
- Julija
- Signor Antonio
- Iz samotne družine
- Jadac
- Ti sam si kriv
- Človek
- Original
- Moja mizica
- V pozni jeseni